# 宇都宮氏綱
宇都宮 氏綱（うつのみや うじつな、嘉暦元年（1326年） - 建徳元年/応安3年7月5日）（1370年7月28日）は鎌倉時代末期から南北朝時代にかけての武将。下野宇都宮氏第10代当主。下野、上野、越後3国の守護職を任された。父は宇都宮公綱。母は千葉宗胤の娘。妻は足利高経（斯波高経）の娘。長男（嫡子）に宇都宮基綱、次男に宇都宮氏広（うじひろ）がいる。

## 生涯
父が南朝側に仕えたのに対し、氏綱は北畠顕家が上洛途上で鎌倉を攻撃したとき、顕家から離反して足利尊氏の家臣として仕えた。尊氏から偏諱（「氏」の字）の授与を受けて「氏綱」と名乗ったのもこの頃とされる。
足利尊氏と足利直義の抗争である観応の擾乱が起こると、一貫して尊氏方として活躍した。正平6年/観応2年（1351年）12月15日、駿河国に至った尊氏に味方するため、薬師寺公義と合流して下野国を発向した。同月19日に上野国那波荘で直義方の桃井直常・長尾景忠の軍勢を破り、さらに29日には相模国足柄山で直義の軍勢を駆逐した。宇都宮軍の接近により駿河国薩埵山を包囲していた直義軍は崩壊し、薩埵峠の戦いにおける尊氏の勝利を決定的なものにした。
この戦功により、直義方についた上杉憲顕が剥奪された上野・越後両国の守護職を与えられ（1352年）、鎌倉公方足利基氏の家臣として仕えた。薩埵山体制の一翼を担うが、基氏の信任が厚かった上杉憲顕が赦免されると、憲顕が上野・越後守護職の返還を求め、氏綱がこれを拒むと基氏の怒りを買ってその追討を受け、守護職を剥奪された（1362年・武蔵国比企郡岩殿山合戦）。基氏死後の1368年、これに不満を覚えていた氏綱は武蔵国の武蔵平一揆に乗じて反乱を起こしたが、今度は基氏の子・足利氏満の追討を受けて降伏した。一命こそ助けられたが、失意のうちに1370年7月5日に紀州に出陣中に45歳で病死した。